# Phileris haplopygus
Phileris haplopygus là một loài ruồi trong họ Asilidae. Phileris haplopygus được Tsacas & Weinberg miêu tả năm 1976. Loài này phân bố ở vùng Cổ Bắc giới.